# Salix mexicana
Salix mexicana är en videväxtart som beskrevs av Karl Otto von Seemen. Salix mexicana ingår i släktet viden, och familjen videväxter. Inga underarter finns listade i Catalogue of Life.